# Nikolaus Gjelsvik

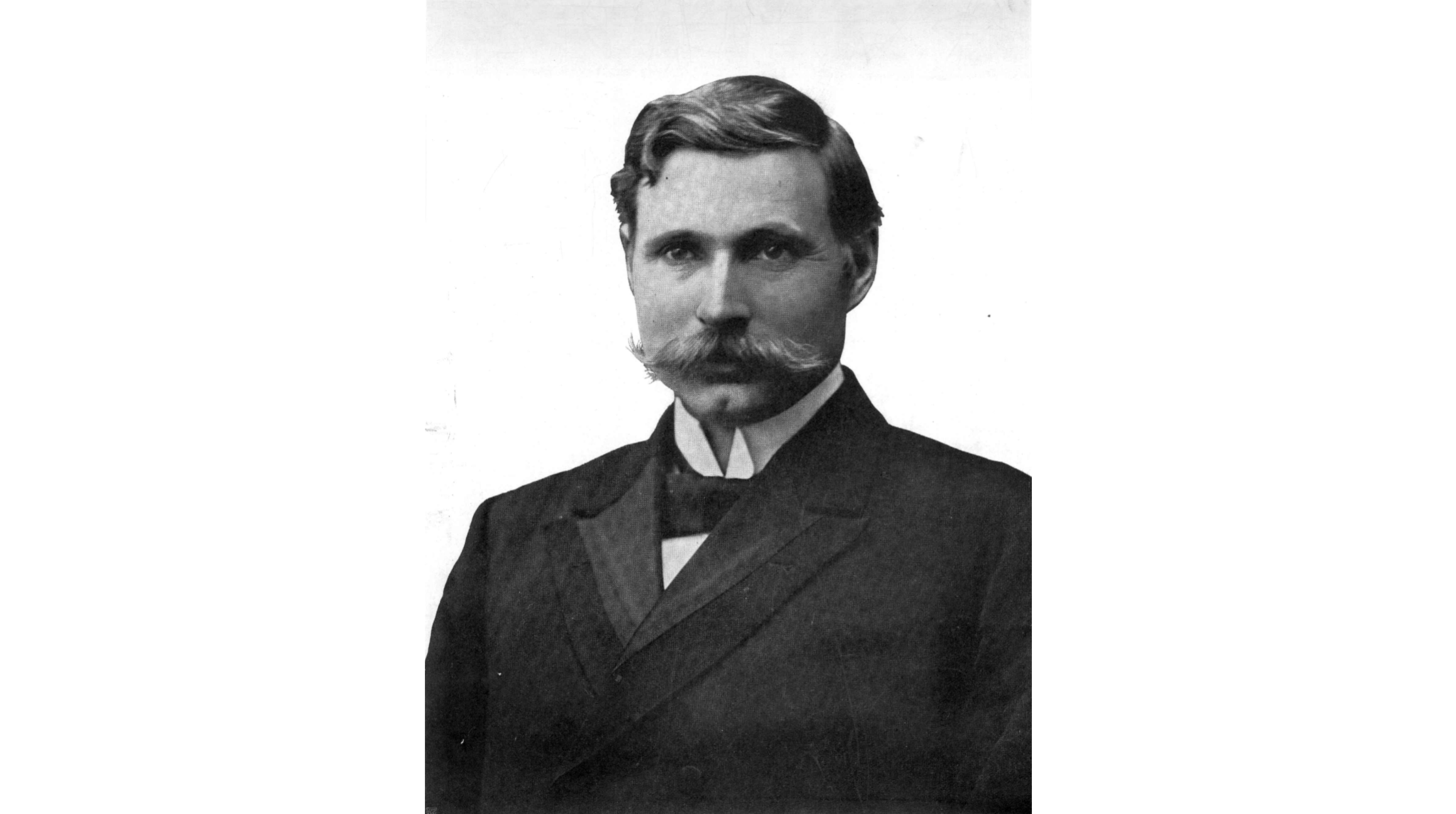

Nikolaus Mathias Gjelsvik, född 11 april 1866, död 14 november 1938, var en norsk jurist och politiker.
Gjelsvik blev juris doktor 1898, professor i Kristiania 1906 och var extra ordinarie assessor i Høyesterett 1901-20 samt från 1928. Han utgav bland annat Lærebok i folkerett (1915) och Norsk tingsrett (1919). Radikal till sin läggning och starkt nationell kastade Gjelsvisk sig med iver in i unionsstridens litterära fejder med Sverige och i Norges inre språkstrider. Han var norsk sekreterare vid Karlstadsförhandlingarna 1905, utgav flera broschyrer i unionsfrågor, agiterade för landsmålet och var 1903-19 ordförande i Det Norske Samlaget, senare även i andra språkligt nationella sammanslutningar.